# 松村貞雄
松村 貞雄（まつむら さだお、1868年10月21日〈慶應4年9月6日〉 - 1923年〈大正12年〉2月21日）は日本の外交官。ウラジオストック総領事、サンパウロ総領事等を歴任。

## 略歴
1868年10月21日（慶應4年9月6日）、土佐国土佐郡鴨部村（現・高知県高知市）に土佐藩士の二男として生まれる。1886年（明治19年）に獨逸学協会学校に入り、ドイツ語とラテン語を修業し、1891年（明治24年）に和仏法律学校(現・法政大学)に入学し、1894年（明治27年）に卒業する。1897年（明治30年）に外交官及領事官試験に合格、外務省に入省し、上海領事官補として勤務する。北清事変のときには上海、日露戦争のときにはヨーロッパにあって活躍し、漢口総領事時代には第一革命がおこり、居留地の保護及び列国領事等との折衝にその手腕を振るう。1913年（大正2年）にブラジル公使館一等書記官兼初代サンパウロ総領事に任じられ、1919年（大正8年）までの約6年間ブラジルに在勤する。
シベリア出兵の際には、軍司令官付外交官として樺太に駐在し、撤兵時にはウラジオストック総領事に任じられる。シベリアからの撤兵後、1923年（大正12年）2月21日、シベリア出兵での外交折衝による過労が原因で没する。

## 人物
サンパウロ総領事として、土地の購入・開拓など植民地の発展に大きく貢献し、古い移民達（ブラジルではマカコベーリョ「老猿」といわれている）は異口同音に『松村総領事はえらかった。歴代の総領事中松村さん以上の人物はいませんな』とその徳を称えている。

## 栄典
位階
- 1916年（大正5年）4月10日 - 正五位[1]

勲章等
- 1921年（大正10年）7月1日 - 第一回国勢調査記念章[2]

## 参考
- 『明治大正人物事典I』（日外アソシエーツ、2011）
- 『ブラジル百年にみる日本人の力』（モラロジー研究所、2008）
- 『法政大学史資料集 第18巻』（法政大学百年史編纂委員会資料部会）
- サンパウロ人文科学研究所- 松村貞雄
- 文官高等試験合格者一覧　文官高等試験外交科（外交官及領事館試験） - ウェイバックマシン（2009年2月11日アーカイブ分）